# SN 2004gm
SN 2004gm – supernowa typu Ia odkryta 30 listopada 2004 roku w galaktyce M-02-33-80. W momencie odkrycia miała maksymalną jasność 15,90m.